# Верро, Жюль-Пьер
Жюль-Пьер Верро (фр. Jules Pierre Verreaux, 1807—1873) — французский ботаник и орнитолог.
Верро препарировал в Национальном музее естественной истории в Париже. В 1818 году дядя взял его в экспедицию в Южную Африку, откуда они через три года привезли более 13 тысяч образцов (в том числе 1000 видов насекомых). После своего возвращения в Париж он посещал лекции Жоржа Кювье и Изидора Жоффруа Сент-Илера.
Восхищённый красотой природы у Кейптауна он в 1825 году вернулся в Южную Африку и остался там на 13 лет. Вместе с зоологом сэром Эндрю Смитом он принял участие в основании музея естествознания в Кейптауне. Со своим братом Эдуаром он совершил поездку в Юго-Восточную Азию (Китай, Кохинхина, Филиппины).
Корабль «Lucullus», на котором он возвращался во Францию, потерпел кораблекрушение около Ла-Рошель. Он был единственным оставшимся в живых, а вся его коллекция была потеряна. Начиная с 1842 года, он в течение последующих 5 лет совершил научные поездки в Австралию и Тасманию, откуда привёз коллекцию из 15 тысяч образцов. В 1864 году он работал препаратором в Музее естественной истории.
В честь Верро названы несколько видов животных, в том числе Paradoxornis verreauxi, кафрский орёл (Aquila verreauxii), малая белолобая лептотила (Leptotila verreauxi), чубатая мадагаскарская кукушка (Coua verreauxi), сифака Верро (Propithecus verreauxi) и Litoria verreauxii.
Сомнительную славу Верро получил за чучело умершего в 1831 году бушмена «El Negro», которое было выставлено на всемирной выставке в Барселоне в 1888 году.